# Metroplús
O Metroplús é um sistema de Bus Rapid Transit (BRT) que opera no município de Medellín, na Colômbia. É operado pela Empresa de Transporte Masivo del Valle de Aburrá Limitada (ETMVA).
É composto atualmente por duas linhas em operação, a Linha 1 e a Linha 2, que somam 28 estações e 26,0 km de extensão. O sistema entrou em operação no dia 22 de dezembro de 2011, com o início da operação da Linha 1.
Faz parte do Sistema Integrado de Transporte do Vale do Aburrá (SITVA), junto com o Metrô de Medellín, o Metrocable de Medellín, a Tranvía de Ayacucho e o EnCicla.
Atualmente atende somente o município de Medellín, porém o sistema está sendo expandido para atender também os municípios de Envigado e de Itagüí. O sistema transporta uma média de 145 mil passageiros por dia.

## Linhas
O sistema é composto por 2 linhas em operação. Cada linha é identificada por um algarismo e uma cor. Foram inauguradas entre 2011 e 2013, somando hoje 28 estações e 26,0 km de extensão.
A tabela abaixo lista o nome, a cor distintiva, as estações terminais, o ano de inauguração, a extensão e o número de estações das linhas que estão em operação:
| Linha | Cor           | Terminais                                    | Ano de inauguração | Extensão | N.º de estações |
| ----- | ------------- | -------------------------------------------- | ------------------ | -------- | --------------- |
|       | Verde-azulado | Universidad de Medellín ↔ Parque de Aranjuez | 2011               | 12,5 km  | 21              |
|       | Ciano         | Universidad de Medellín ↔ Parque de Aranjuez | 2013               | 13,5 km  | 23              |

## Estações
O sistema é composto por 28 estações em operação, das quais todas são superficiais. As estações que estão em operação são listadas a seguir:
| · Linha 1 | - Universidad de Medellín - Los Alpes - La Palma - Parque de Belén - Rosales - Fátima - Nutibara - Industriales - Plaza Mayor - Cisneros - Minorista - Chagualo - Ruta N U de A - Hospital - San Pedro - Palos Verdes - Gardel - Manrique - Las Esmeraldas - Berlín - Parque de Aranjuez                                            |
| · Linha 2 | - Universidad de Medellín - Los Alpes - La Palma - Parque de Belén - Rosales - Fátima - Nutibara - Industriales - Barrio Colombia - Barrio San Diego - Barrio Colon - San José - La Playa - Catedral Metropolitana - Prado - Hospital - San Pedro - Palos Verdes - Gardel - Manrique - Las Esmeraldas - Berlín - Parque de Aranjuez |